# 周简王
周簡王（？—前572年），姓姬，名夷，為周定王之子。在位14年，此期間晋、楚、秦，宋、郑等国相互攻伐不止，吴国兴起，攻入楚国，幾乎亡楚。前572年九月，周王夷病死，諡号为简王。
在位期间执政为單襄公、劉康公、周公楚、尹武公。
子周灵王、儋季。